# Frank
Frank — дебютный студийный альбом британской певицы Эми Уайнхаус, выпущенный 20 октября 2003 года на Island Records. Альбом занял тринадцатое место в британском чарте. 18 декабря 2008 года он получил сертификат трижды платинового диска от Британской ассоциации производителей фонограмм.

## Об альбоме
Работа над пластинкой велась в течение 2002 и 2003 годов, её продюсированием занимались сама Уайнхаус, Коммишнер Гордон, Джимми Хогарт и Мэтт Роу. В поддержку альбома были выпущены синглы «Stronger Than Me», «Take the Box», «In My Bed»/«You Sent Me Flying» и «Fuck Me Pumps»/«Help Yourself».
Frank получил в целом положительные отзывы от большинства музыкальных критиков и принёс Уайнхаус несколько наград, в том числе премию Айвора Новелло.

## Список композиций
| №   | Название                                                       | Автор(ы) | Длительность |
| --- | -------------------------------------------------------------- | --- | ------------ |
| 1.  | «Intro»/«Stronger Than Me»                                     | Уайнхаус/Уайнхаус, Салам Реми | 3:54         |
| 2.  | «You Sent Me Flying»/«Cherry»                                  | Уайнхаус, Феликс Говард/Уайнхаус, Реми | 6:50         |
| 3.  | «Know You Now»                                                 | Уайнхаус, Гордан Уильямс, Эрл Чинна Смит, Делрой «Крис» Купер, Астор Кэмпбелл, Донован Джексон                                                    | 3:03         |
| 4.  | «Fuck Me Pumps»                                                | Уайнхаус, Реми | 3:20         |
| 5.  | «I Heard Love Is Blind»                                        | Уайнхаус | 2:10         |
| 6.  | «Moody’s Mood for Love»/«Teo Licks»                            | Джимми Мак-Хью, Дороти Филдс, Джеймс Муди/Уайнхаус                                                                                                | 3:28         |
| 7.  | «(There Is) No Greater Love»                                   | Ишам Джонс, Марти Саймс | 2:08         |
| 8.  | «In My Bed»                                                    | Уайнхаус, Реми | 5:17         |
| 9.  | «Take the Box»                                                 | Уайнхаус, Люк Смит | 3:20         |
| 10. | «October Song»                                                 | Уайнхаус, Мэтт Роу, Стефан Скарбек | 3:24         |
| 11. | «What Is It About Men»                                         | Уайнхаус, Говард, Пол Уотсон, Л. Смит, Уильямс, Э. К. Смит, Уилберн Скуиддли Коул, Купер, Джексон                                                 | 3:29         |
| 12. | «Help Yourself»                                                | Уайнхаус, Джимми Хогарт | 5:01         |
| 13. | «Amy Amy Amy»/«Outro» «Brother» «Mr Magic (Through the Smoke)» | Уайнхаус, Роу, Скарбек/Уайнхаус, Реми Уайнхаус, Э. К. Смит, Теодросс Эйвери, Джексон, Кэмпбелл, Уильямс Уайнхаус, Ральф Макдональд, Уильям Солтер | 13:14        |

## История релиза
| Регион         | Дата             | Лейбл                      | Издание  |
| -------------- | ---------------- | -------------------------- | -------- |
| Великобритания | 20 октября 2003  | Island Records             | Standard |
| Польша         | 15 марта 2004    | Universal Music            | Standard |
| Канада         | 8 июня 2004      | Universal Music            | Standard |
| Германия       | 20 сентября 2004 | Universal Music            | Standard |
| Австралия      | 9 марта 2007     | Universal Music            | Standard |
| США            | 20 ноября 2007   | Universal Republic Records | Standard |
| Япония         | 5 декабря 2007   | Universal Music            | Standard |
| Германия       | 9 мая 2008       | Universal Music            | Deluxe   |
| Великобритания | 12 мая 2008      | Island Records             | Deluxe   |
| Австралия      | 17 мая 2008      | Universal Music            | Deluxe   |
| Канада         | 27 мая 2008      | Universal Music            | Deluxe   |
| США            | 3 июня 2008      | Universal Republic Records | Deluxe   |
| Япония         | 2 июля 2008      | Universal Music            | Deluxe   |